# مارتيانوس كابيلا
مارتيانوس مينيوس فيلكس كابيلا هو كاتب لاتيني، وهو من مواطني ماداور (مداوروش التي تقع الآن في ولاية سوق أهراس بالشرق الجزائري) في أفريقيا كما ذكر كاسيودوروس، وعاش في القرن الخامس، ومن المؤكد أنه عاش قبل العام 439. ويظهر أنه امتهن القانون في قرطاجة وأنه كان على درجة من الثراء.

## تاريخ
عرف بموسوعته المهمة ساتيريكون (Satyricon)، ويدعى أيضا «حول زواج ميركوري وفيلولوجيا» De nuptiis philologiæ et Mercurii، وكتبها بعد سقوط روما على يد ألاريك (410) وقبل غزو إفريقيا على يد الوندال (429)، وأهدى العمل إلى ابنه «ماريانيوس». والعمل قصة رمزية معقدة في تسعة كتب، وكتبت بمزيج من النثر والشعر، وكانت تحمل أسلوب الهجاء في أعمال فارو. أسلوبه وافر ومعقد، وهو مليء بالمجازات والتعبيرات الغريبة، ومطول في إضافاته. أول كتابين يحتويان على قصة رمزية زواج «ميركوري» من حورية تدعى فيلولولوجيا. وفكرتها أن ميركوري ملّ من تبتّله، ولكن رفضته إلهات الحكمة والكهانة والروح، فمنحه أبولو حب حورية تدعى فيلولوجيا. ووافقت الآلهة على هذا الزواج وأن تصبح الحورية من الآلهة. شربت فيلولوجيا من كأس «الأمبروزيا» الذي جعلها خالدة وقدمت أمام الآلهة. وقدمت فوي عذراوات ليكنّ أمات فيلولوجيا، وتلك النساء كن الفنون الحرة السبعة.
تحتوي الكتب السبعة الباقية على عروض وشروح للفنون السبعة الحرة، والتي تضمنت وقتها المعرفة الإنسانية. يتكلم الكتاب الثالث حول النحو، والرابع عن الجدليات، والخامس عن الخطابة، والسادس عن الهندسة، والسابع عن الحساب، والثامن عن علم الفلك، والتاسع عن الموسيقى. وترتبط هذه المناقشات المجردة بالرمز الأصلي عن طريق شخصنة كل العلوم كحاشية ميركوري وفيلولوجيا. كان العمل موسوعة كاملة عن الثقافة الحرة في ذلك العصر، وكان ذات منزلة عالية خلال العصور الوسطى. أهم المصادر التي استقاها المؤلف كانت من فارو، بليني، سولينيوس، أكويلا رومانوس، وأريستيدس كوينتيليانوس. كان نثره يشبه أعمال لوكيوس أبوليوس (وكان أيضا من مواليد مداوروش)، ولكنه كان أكثر صعوبة. وكانت أجزاء الأبيات، والتي نظمت في مجملها بشكل كلاسيكي، هي تقليد لأعمال فارو وأكثر سهولة.
يظهر في هذا الكتاب أن كابيلا ترك أسلوب مثيله أبوليوس واتجه نحو أسلوب العصور الوسطى الأقرب.في حين ظهرت شخصيات أبوليوس حية وسحرية، فإن شخصيات كابيلا كانت أفكارا تجريدية باردة. كما ظهر أنه حاول جاهدا محاكاة أسلوب أبوليوس.
يحوي الكتاب الثامن بيانا واضحا جدا حول النظام الشمسي في علم الفلك (الذي يجعل الشمس مركز الكون). ويعتقد أن كوبرنيكوس، الذي اقتبس من كابيلا في كتاباته، أن يكون قد استقى من هذا العمل بعض التلميحات نحو نظامه الجديد. حيث بالغ في شوائب الانسجام لدى أبوليوس وتحذلقه، كما كانت تعوزه الكياسة والوضوح والذكاء. وكان شعره أفضل من نثره، كما هو الحال مع أغلب كتاب عصر الانحطاط.
في عصر كابيلا لم تعد الهندسة والطب تدرس في المدارس، وكان المنهج يقتصر على الخطابة والفنون الملحقة بها. ويذكر القديس أغسطينوس الهندسة والطب ولكنه لا يجمعها مع العلوم الأخرى، وإن كان قد حاول عبثا أن يوسع المفاهيم المدرسية الضيقة وأن يدخل الفلسفة. حتى أن فارو يمثل الفلسفة مع الجدليات.

## روابط خارجية
- مارتيانوس كابيلا على موقع الموسوعة البريطانية (الإنجليزية)